# 比利基 (米爾哥羅德區)
49°59′21″N 33°40′1″E / 49.98917°N 33.66694°E
比利基（烏克蘭語：Білики），是烏克蘭的村落，位於該國中部波爾塔瓦州，由米爾哥羅德區負責管轄，處於霍羅爾河左岸，距離祖比夫卡和米爾哥羅德1公里，海拔高度157米，2001年人口839。